# Cathy Lee Crosby
Cathy Lee Crosby (ur. 2 grudnia 1944 w Los Angeles) – amerykańska aktorka telewizyjna i filmowa.

## Życiorys

### Wczesne lata
Urodziła się w Los Angeles jako córka hollywoodzkiej aktorki Lindy Hayes (1918-1995) i spikera Lou Crosby'ego (1914-1984). Wychowywała się z siostrami – Lucindą (ur. 17 lipca 1952) i Lindą Lou.
Początkowo mając 21 lat była zawodową tenisistką, zajęła siódme miejsce w amerykańskim turnieju juniorów rozgrywanym pojedynczo (tzw. singel) i czwarte miejsce w turnieju juniorów rozgrywanym w dwuosobowych zespołach (tzw. doubles). Trenowała także spadochroniarstwo, windsurfer i pływanie.

### Kariera
Debiutowała przed kamerami w dramacie kryminalnym Uśmiechnięty gliniarz (The Laughing Policeman, 1973) u boku Waltera Matthau, Bruce’a Derna i Louisa Gossetta Jr. W 1974 roku została wybrana do roli tytułowej jako Wonder Woman / Diana Prince w serialu ABC Wonder Woman. Jednak od roku 1976 tę rolę przejęła Lynda Carter. Zagrała główną rolę trenerki koszykówki Randy Rawlings w komedii sportowej Trener (Coach, 1978) z udziałem Michaela Biehna, Keenana Wynna i Brenta Huffa. Z czasem ograniczyła występy do udziału w kilku filmach w Europie i powróciła do lekkoatletyki. W latach 1980–84 była jednym z gospodarzy programu That's Incredible!. W 1988 zagrała na off-Broadwayu w produkcji Prawie doskonały (Almost Perfect). Brała udział w różnych organizacjach charytatywnych i prospołecznych. Co jakiś czas powracała na ekran, w tym m.in. w tragikomedii Roberta Altmana Gracz (The Player, 1992).

## Filmografia

### Filmy fabularne
- 1973: The Laughing Policeman jako Kay
- 1976: Trackdown jako Lynn Strong
- 1978: Keefer (TV) jako Angel
- 1978: Trener (Coach) jako Randy Rawlings
- 1979: The Dark jako Zoe Owens
- 1980: Roughnecks (TV) jako Tracy Carter
- 1982: World War III (TV) jako major Kate Breckenridge
- 1986]: Intimate Strangers (TV) jako Shauna
- 1992: Gracz (The Player) jako Cathy Lee Crosby
- 1994: Untamed Love (TV) jako Margaret
- 2001: Podpalacz (Ablaze) jako Elizabeth Sherman
- 2016: Prayer Never Fails jako Nona

### Seriale TV
- 1968: It Takes a Thief jako Susan
- 1972: Marcus Welby, lekarz medycyny (Marcus Welby, M.D.)
- 1973: Barnaby Jones jako Nancy Erdmore
- 1973: Cannon jako Irene Kirk
- 1974: Wonder Woman jako Wonder Woman / Diana Prince
- 1975: Kolchak: The Night Stalker jako Helen Surtees
- 1979: Statek miłości (The Love Boat) jako Libby Hall
- 1979: Hawaii Five-O jako dr Karen Lynch
- 1983: Hotel jako Janet Weaver McDermott
- 1984: Hardcastle i McCormick (Hardcastle and McCormick) jako Christy Miller
- 1985: Statek miłości (The Love Boat) jako oficer Deirdre Crichton
- 1985: Finder of Lost Loves jako Linda Hudson / Lynette Beaumont
- 1986: Statek miłości (The Love Boat) jako Carol Darnell
- 1987: Hotel jako Janet Weaver McDermott
- 1994: Niebo i piekło (Heaven & Hell: North & South, Book III) jako Judith Main
- 2000: Dotyk anioła (Touched by an Angel) jako Samantha Munson